# Cimetière marin de Sète
Le cimetière marin de Sète, ou cimetière Saint-Charles, est un cimetière marin, se trouvant dans la ville de Sète, dominant le littoral du golfe du Lion, en Méditerranée.

## Historique
Le cimetière a été créé vers 1680 afin d'y ensevelir les premiers travailleurs employés à la construction du môle Saint-Louis.
Le cimetière a d'abord porté le nom de Cimetière Saint-Charles et a reçu le nom de Cimetière marin le 7 août 1945 en référence au poème de l'écrivain, poète et philosophe sétois Paul Valéry, qui y avait été inhumé quelques jours auparavant. Au niveau local, il est appelé « cimetière des riches », en opposition au cimetière Le Py, surnommé « cimetière des pauvres », situé face à l'étang de Thau.
Le poème Le Cimetière marin (1920) de Paul Valéry débute par ces vers :

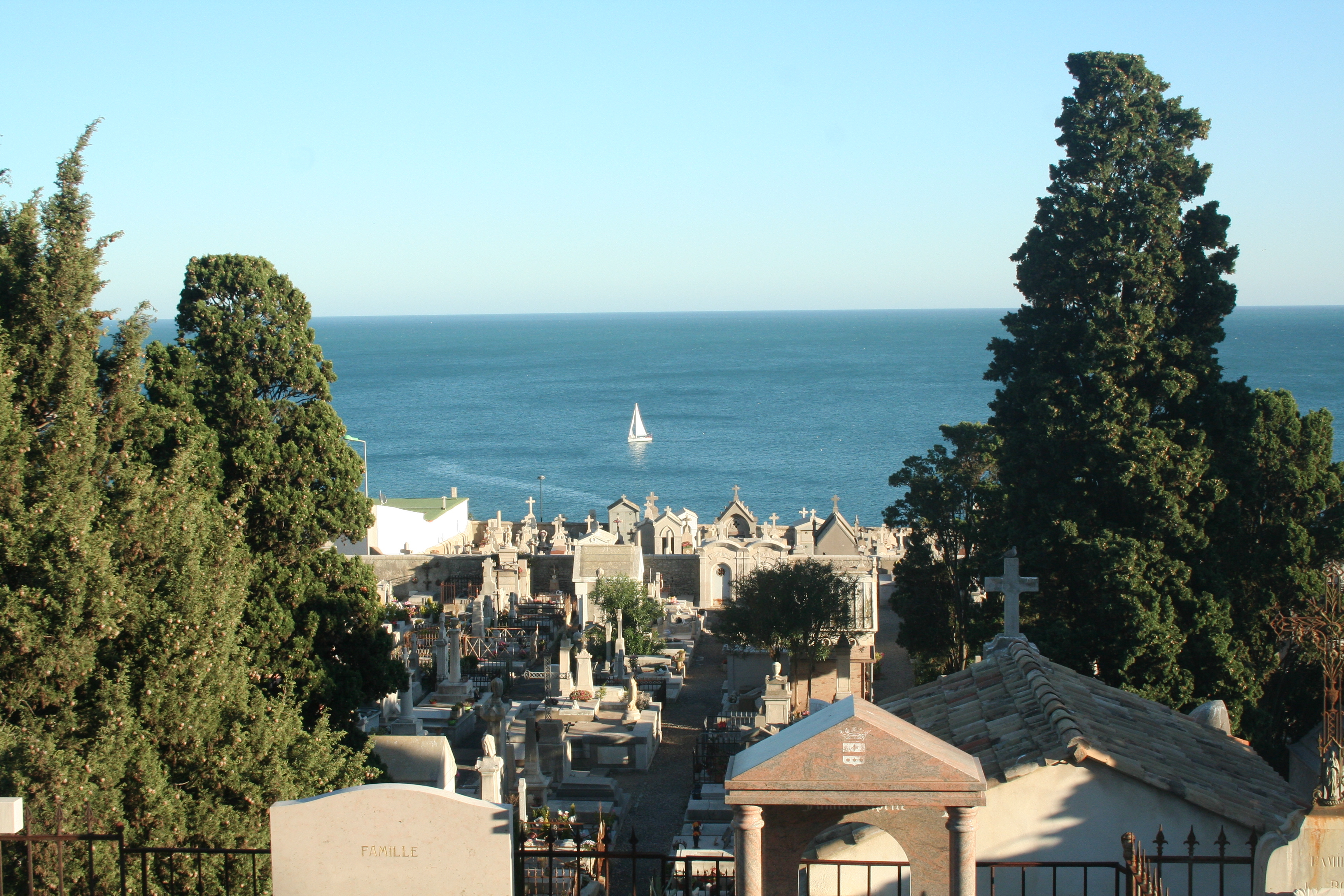
Une vue du cimetière.

Ce toit tranquille, où marchent des colombes,

Entre les pins palpite, entre les tombes ;

Midi le juste y compose de feux

La mer, la mer, toujours recommencée !

Ô récompense après une pensée

Qu’un long regard sur le calme des dieux !
Georges Brassens l'évoque également (« [que] mon cimetière soit plus marin que le sien ») dans sa chanson Supplique pour être enterré à la plage de Sète (1966), il est cependant enterré dans l'autre cimetière de Sète, le cimetière Le Py, auprès des siens, comme il l’a toujours intimement désiré.

## Inhumés célèbres

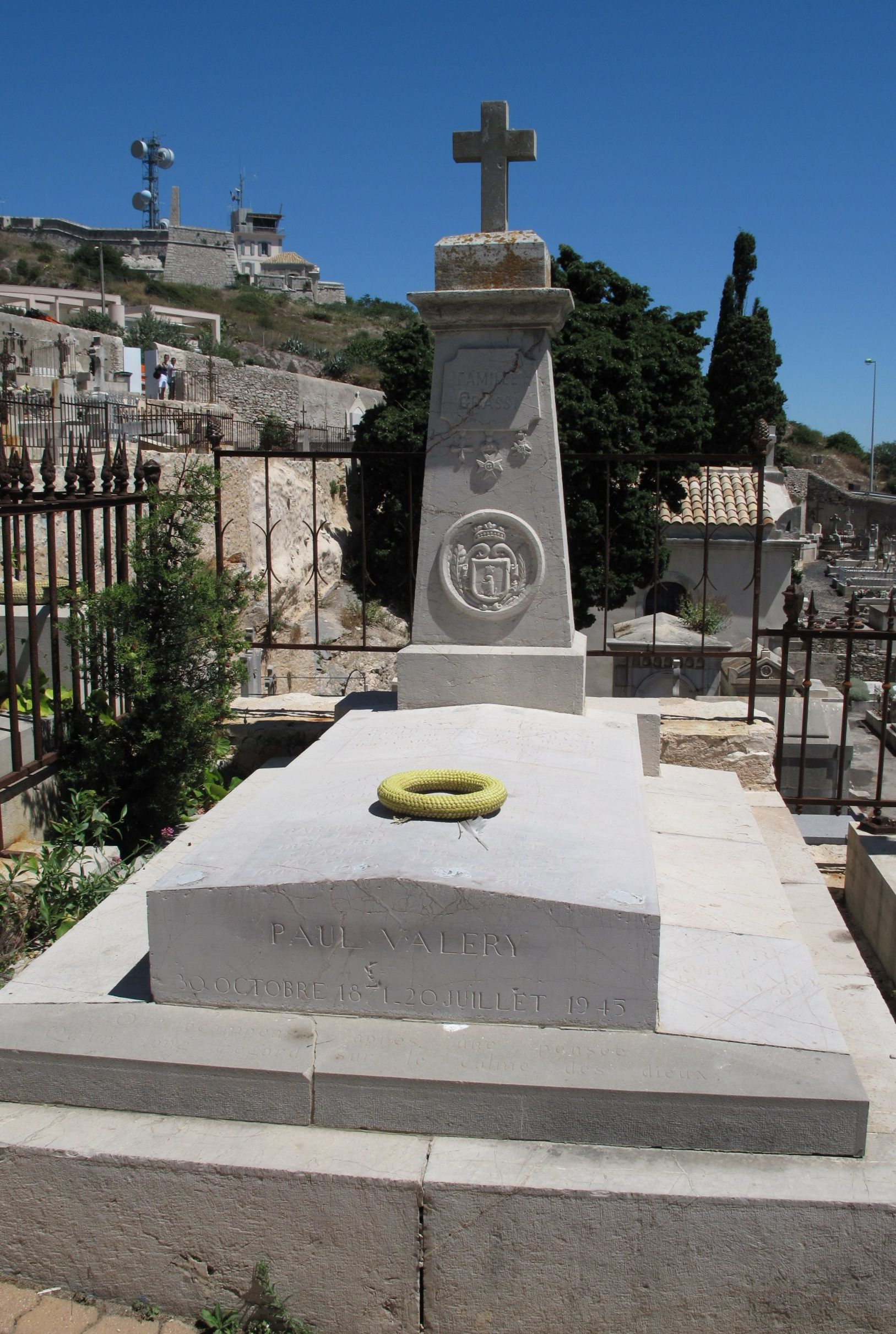
La tombe de Paul Valéry.

- Paul Blanc (1855-1913), consul de France à La Canée, en Crète, puis à Smyrne (aujourd'hui Izmir en Turquie),
- Vincent Cianni (1895-1960), champion de joutes languedociennes,
- Henri Colpi (1921-2006), cinéaste, palme d'Or au Festival de Cannes 1961,
- Honoré Euzet (1846-1931), maire de Sète pendant plus de 22 ans,
- Pierre François (1935-2007), peintre spécialiste d'une figuration débridée,
- Emmanuel Gambardella (1888-1953), président de la Fédération française de football, journaliste, homme de radio,
- Eugène Herber (1878-1900) dit l' « Aspirant Herber », tué en Chine en défendant la légation française assiégée durant la guerre des Boxers. Un quai de Sète porte son nom ainsi qu'un ancien contre-torpilleur français (1912-1930),
- Charles Lemaresquier (1870-1972), architecte, membre de l'Institut de France,
- Hilaire Reynaud (1772-1855), général de brigade, baron de l'Empire,
- Louis Reynaud (1806-1883), fils du précédent, banquier, maire de Sète, député de l'Hérault.
- Mario Roustan (1870-1942), ministre de la Marine marchande, de l'Hygiène et de l'Instruction publique.
- Paul Valéry (1871-1945), poète académicien, auteur du poème « Le cimetière marin ».
- Jean Vilar (1912-1971), créateur du Festival d'Avignon, directeur du Théâtre national populaire.
- Dominique Vilar (1943-1995), actrice, fille de Jean Vilar.
- Maurice-Élie Sarthou (1911-1999), peintre.

## Galerie

Deux tombes remarquables.
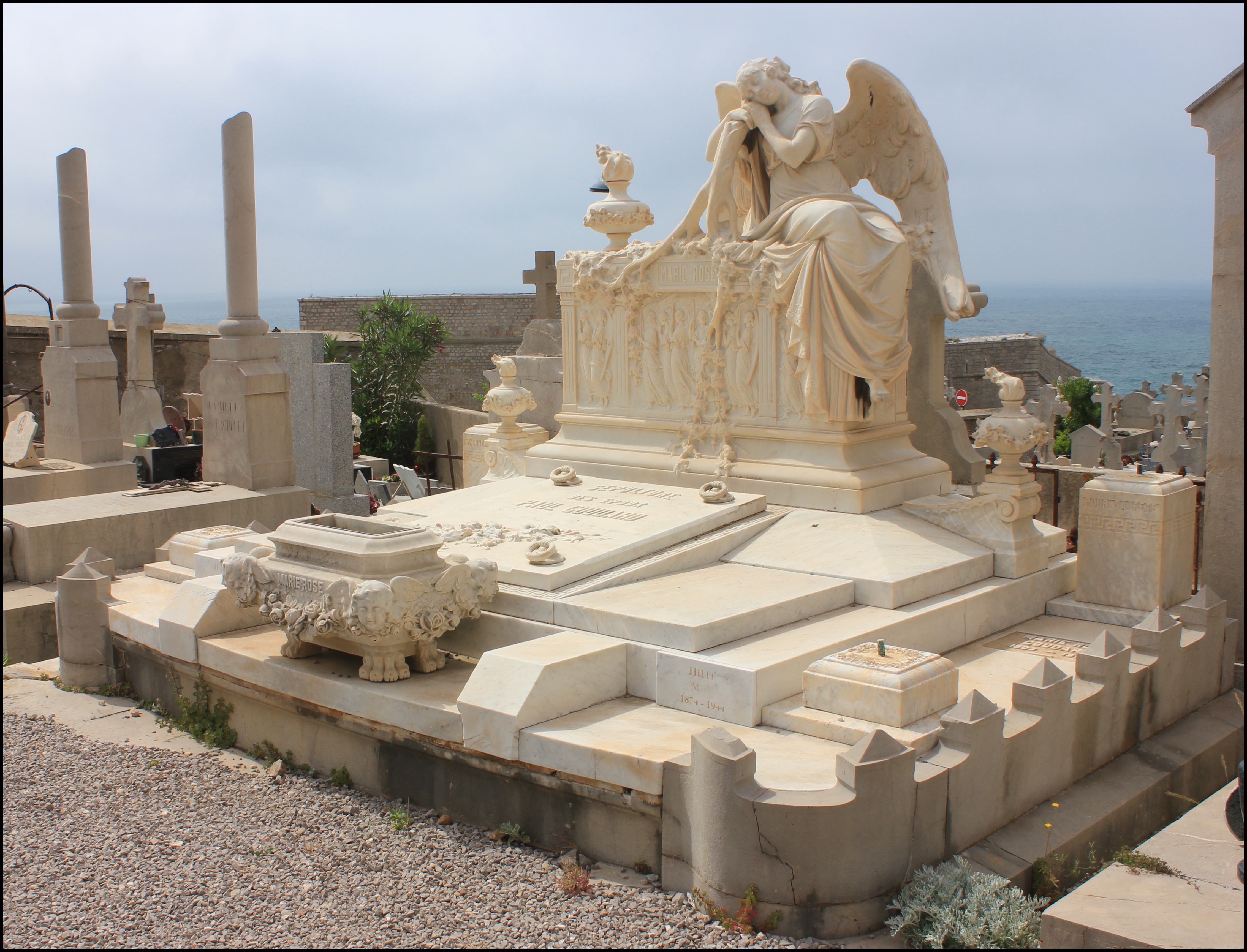
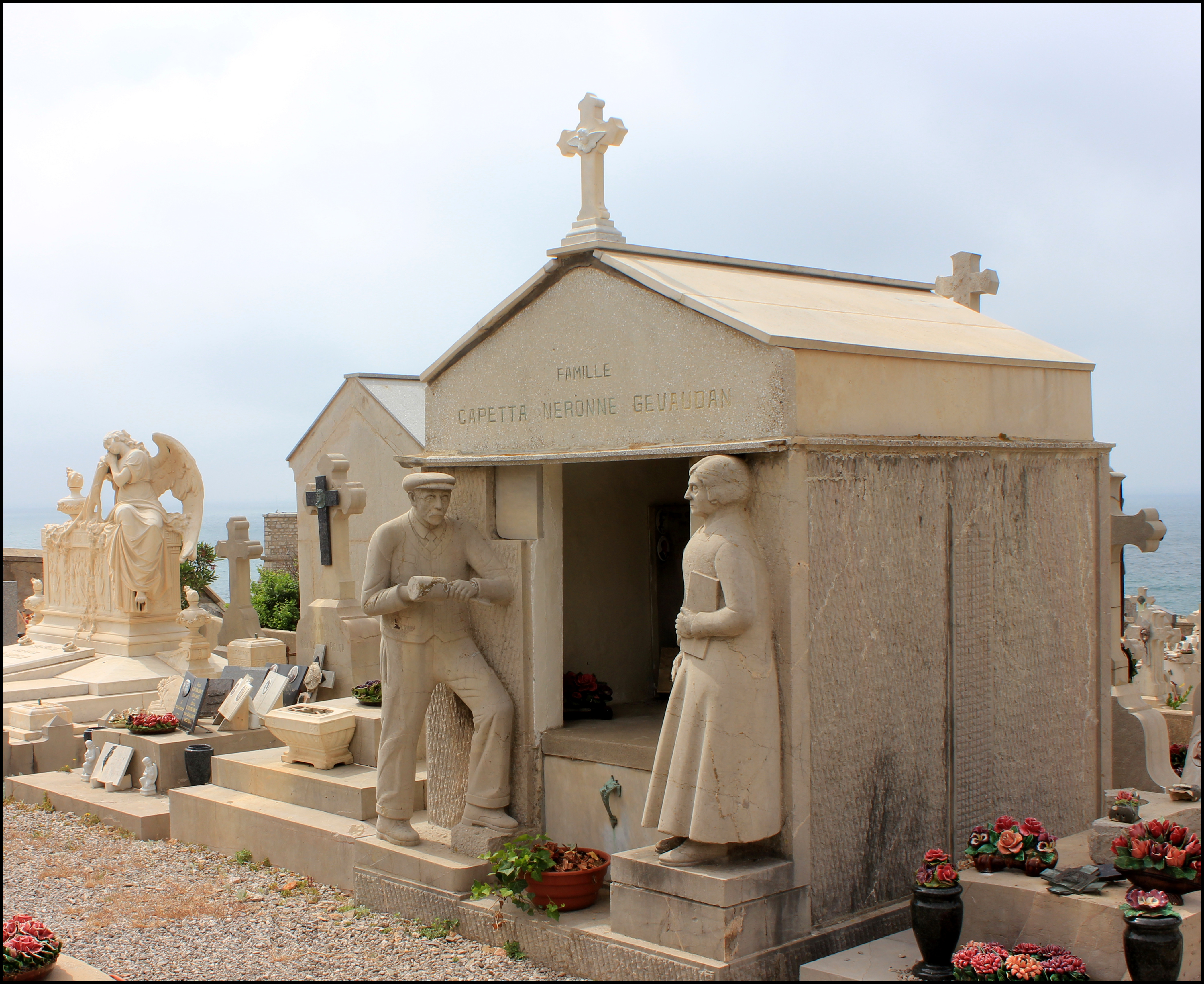